# Jean-Claude Boulanger (évêque)
 (septembre 2016).
Si vous disposez d'ouvrages ou d'articles de référence ou si vous connaissez des sites web de qualité traitant du thème abordé ici, merci de compléter l'article en donnant les références utiles à sa vérifiabilité et en les liant à la section « Notes et références ».
Pour les articles homonymes, voir Jean-Claude Boulanger et Boulanger (homonymie).
Jean-Claude Boulanger, né le 1er mars 1945 à Journy dans le Pas-de-Calais, est un évêque catholique français, évêque émérite de Bayeux - Lisieux depuis juin 2020.

## Biographie

### Formation
Après être entré au grand séminaire d’Arras, Jean-Claude Boulanger a poursuivi sa formation à la Faculté de théologie de Lille et à l'Institut catholique de Paris où il a obtenu un doctorat de théologie.
Il a été ordonné prêtre le 25 juin 1972 pour le diocèse d'Arras.

### Principaux ministères
Après son ordination, il est en paroisse à Saint-Pol-sur-Ternoise et responsable des "routes jeunes" du diocèse de 1972 à 1979. Il est ensuite chargé des aumôneries du secteur pastoral de Guînes jusqu'en 1987 où il devient responsable du centre d’accueil et spirituel de Condette.
Nommé évêque coadjuteur du diocèse de Séez le 16 octobre 2001, il est consacré le 2 décembre suivant par Jean-Paul Jaeger, évêque d'Arras, assisté d'Yves-Marie Dubigeon, évêque de Séez et d'Henri Derouet, évêque émérite d'Arras. Il devient évêque titulaire de Séez le 25 avril 2002.
Le 12 mars 2010, le pape le nomme évêque de Bayeux et Lisieux, en remplacement de Pierre Pican atteint par la limite d'âge.
Il est accueilli le 16 mai 2010 en la cathédrale de Bayeux.
Au sein de la Conférence des évêques de France, il est membre de la Commission pour la catéchèse et le catéchuménat.
Le 27 juin 2020, le pape accepte la démission de Boulanger atteint par la limite d'âge.

## Prise de position

### Patrimoine religieux
Le 1er février 2008, il déplore la vente aux enchères d'objets de culte provenant de communautés religieuses qui ferment leurs églises ou leurs chapelles. Il appelle ces communautés à plutôt faire don de ces objets à des musées d'art religieux.

### Célibat ecclésiastique
Dans le cadre d’un conflit familial impliquant un prêtre en Basse-Normandie n’ayant pas reconnu sa paternité, Jean-Claude Boulanger, évêque coadjuteur du diocèse de Sées dans l’Orne, prend la décision, avec son conseil épiscopal, de demander au prêtre de reconnaître la paternité de ses enfants. Il marque un soutien fort en exprimant sa compassion face à la souffrance des enfants et demande au prêtre de prendre contact avec son fils, et l’assure par son âge avançé qu'il n’aura pas subir de sanctions de la part de l’Eglise. Selon Mgr Jean-Claude Boulanger, ce conflit familial pose une question de fond sur le célibat sacerdotal des prêtres catholiques et prône la mise en place d’un autre statut du prêtre. Il suggère qu’il ne faut pas nier l’existence de l’amour possible entre une femme et un homme, prendre en considération la difficulté de concilier la vie familiale avec le quotidien de la vie des ecclésiastiques mais également sur la difficulté de subvenir aux besoins financiers d'une famille notamment lié au salaire  jugé insuffisant,.  